# Centre d'Espiritualitat de la Cova de Sant Ignasi
El Centre Internacional d'Espiritualitat Ignasiana de la Cova de Sant Ignasi és un centre internacional d'espiritualitat de la Companyia de Jesús de Catalunya, ubicat a Manresa, que acull visitants i pelegrins de tot el món.
El 'Centre Internacional d'Espiritualitat Ignasiana de la Cova de Sant Ignasi' acull més de 40.000 persones cada any, que visiten el Santuari i la Cova on Sant Ignasi de Loiola, fundador de la Companyia de Jesús, visqué una profunda experiència espiritual. A més, també ofereix una variada programació d'activitats encaminades al creixement personal i l'experiència espiritual, en les que participen milers de persones a l'any. A la Cova s'hi poden fer els exercicis espirituals segons la pedagogia ignasiana però també tallers sobre tècniques espirituals innovadores, estades en
grup, etc. També s'organitzen recessos, cursos de formació teològica i espiritual, jornades o conferències.
El Centre Internacional d'Espiritualitat Ignasiana, que també ofereix exercicis de contemplació, interioritat, silenci i espiritualitat, adreçats tant a creients com a no creients, és una obra de Joan Martorell i Montells (1894) i forma part del complex edificat sobre les balmes naturals juntament amb el santuari de la Cova.
Des del juny de 2022, el director del Centre Internacional d'Espiritualitat Ignasiana de la Cova de Manresa és Xavier Melloni i Ribas, jesuïta, antropòleg, teòleg i fenomenòleg de la religió, a més de professor de la Facultat de Teologia de Catalunya i membre de l'equip de Cristianisme i Justícia.

## Regerències
1. ↑   «Centre internacional d'espiritualitat Cova Sant Ignasi de Manresa». Catalunya Religió - Dossier de premsa [Consulta: 25 gener 2023].
2. ↑   «Santuari Cova Sant Ignasi de Manresa». Jessuites de Catalunya [Consulta: 25 gener 2023].
3. ↑   «D'arreu del món per a fer Immersió Ignasiana a Manresa». Nació Digital, 09-05-2011 [Consulta: 25 gener 2023].
4. ↑  Camps, Gemma «El santuari de la Cova obre 32 llits més i ja en pot oferir 169. No és un hotel ni ho vol ser, però, avui en dia, a Manresa, la casa de Sant Ignasi és l'única on poden pernoctar 169 persones». Regió7, 12·05·2018 [Consulta: 25 gener 2023].
5. ↑  «Xavier Melloni Ribas».  Cristianisme i Justícia. [Consulta: 25 gener 2023].
6. ↑  Camps, Gemma «La Cova de Manresa no tindrà un superior, sinó tres responsables». Regió7, 23·06·2022 [Consulta: 25 gener 2023].